# Ein Amerikaner in Paris (Film)
Ein Amerikaner in Paris ist ein US-amerikanisches Filmmusical des Regisseurs Vincente Minnelli mit der Musik von George Gershwin aus dem Jahr 1951. Der Film hatte am 26. August 1951 in London Premiere.

## Handlung
Jerry Mulligan ist ein amerikanischer Kriegsveteran, der sich in Paris verliebt hat und dort versucht, als Maler Karriere zu machen. Sein Freund und Nachbar Adam Cook ist ein Konzertpianist, der an einer eigenen Komposition arbeitet. Sein Freund, der französische Sänger Henri Baurel, besucht ihn in der Bar im Erdgeschoss des Hauses und beschreibt Adam seine Freundin Lise Bouvier. Sie sei sehr vielseitig und taucht in entsprechend vielen Varianten in Adams Vorstellungen bildlich auf. Später kommt Jerry vorbei, der auf dem Wege ist, Bilder zu verkaufen.
Als Jerry vor seinen zum Verkauf ausgestellten Bildern steht, kommt die blonde Amerikanerin Milo Roberts vorbei, die sich für seine Bilder – und für ihn – interessiert. Sie kauft ihm zwei Bilder ab, hat aber kein Geld dabei und nimmt Jerry zu ihrem Appartement mit, bezahlt und lädt ihn zu einer Diner-Party ein. Zurück zu Hause singt Jerry mit den Kindern der Umgebung Gershwins „I got rhythm“ und steppt dazu. Als er abends Milo zur angekündigten Party besucht, stellt sich heraus, dass er der einzige Gast ist. Verärgert darüber will er ihr das Geld zurückgeben, aber sie besteht darauf, dass sie ihm nur als Künstler helfen will.
Die beiden besuchen daraufhin eine überfüllte Bar. Es kommen Freunde von Milo, und während sie zusammen sitzen, entdeckt Jerry an einem anderen Tisch ein hübsches Mädchen (es ist Lise) mit älteren Freunden und ist hingerissen. Er geht an ihren Tisch und gibt sich als alter Bekannter aus und führt sie zum Tanzen. Sie wehrt ihn ab, und als er zurück am Tisch fragt, „Wie war doch deine Telefonnummer?“, gibt sie eine falsche an, wird aber von einem ihrer Begleiter korrigiert. Im Auto auf dem Heimweg beschwert sich Milo, dass er in ihrer Gegenwart mit einem fremden Mädchen angebandelt hat. Verärgert über die Vorhaltung steigt Jerry aus.
Am nächsten Tag ruft Jerry Lise an, sie weist ihn aber ab. Dann kommt Milo vorbei, entschuldigt sich für den Abend zuvor und lädt ihn zu einer Varieté-Vorstellung am Abend. Jerry sucht nun Lise an ihrem Arbeitsplatz auf, es ist eine Parfümerie. Sie weist ihn wieder ab, aber als eine Kundin sich nicht entscheiden kann, welches Parfüm sie nehmen soll, hilft Jerry ihr bei der Wahl und erleichtert Lise so das Geschäft. Sie ist nun einverstanden, ihn abends zu sehen. Sie treffen sich am Ufer der Seine im Schatten von Notre Dame gegenüber, unterhalten sich und tanzen zusammen. Dann eilt sie zur Varieté-Schau, trifft Henri nach der Vorstellung.
Im folgenden Filmabschnitt verfällt der komponierende Adam in einen Traum und sieht, dass seine Komposition endlich aufgeführt wird. Während die Musik rauscht – es ist der 3. Satz aus Gershwins Concerto in F, sieht man Adam dirigieren, man sieht ihn aber auch auf allen Orchesterpositionen, auch die Zuschauer, die sind nur er. Nach dem begeisterten Applaus sieht man Adam zusammen mit dem Dirigenten, also zweimal Adam.
Jerry und Milo besuchen den Kostümball auf dem Montmartre, wo es turbulent zugeht. Jerry sieht Lise mit Henri, sie treffen sich auf dem Balkon des Hauses und nehmen Abschied – beobachtet von Henri. Nachdem Henri und Lise den Ball verlassen haben, beginnt Jerry zu träumen. Zu der Melodie von Gershwins „Ein Amerikaner in Paris“ folgen revueartige Szenen mit Jerry als tänzerischer Hauptfigur, beginnend am großen runden Brunnen auf der Place de la Concorde. Im Laufe der Musik wechseln die Hintergründe, man sieht Gassen, gemalt von Utrillo, Hintergründe von Rousseau, Figuren von Toulouse-Lautrec. Mit vier weiteren amerikanischen Soldaten, die sich mit Jerry pariserisch kleiden, steppt die Gruppe über die Bühne. In vielen Szenen taucht dann auch Lise auf, jedes Mal anders gekleidet.
Jerry kommt wieder zu sich und sieht, wie Lise, von Henri freigegeben, aus dessen Wagen aussteigt und zu ihm hoch läuft. Jerry läuft ihr entgegen, sie umarmen einander, während der Film mit der Gershwin-Melodie ausklingt.

## Musik, Tanz
Die Produktion zeichnet sich insbesondere durch die von Gene Kelly entwickelte Choreographie der Tanz- und Balletteinlagen aus.
Die Musik stammt vor allem von George Gershwin, dessen Tondichtung Ein Amerikaner in Paris dem Film den Titel gab, und der von Oscar Levant in der Rolle von Jerrys Freund Adam als nach seinem magnum opus strebender Komponist karikiert wird. Auch das Lied I Got Rhythm, gesungen von Gene Kelly, ist im Film zu hören.

## Kritik
- Lexikon des Internationalen Films: „Aus dem harmonischen Zusammenklang von Minnellis phantasievoller Regie, Kellys brillanter Choreographie und dem mit optischer Delikatesse eingefangenen Flair von Paris gelang eines der überzeugendsten, vielfach preisgekrönten Beispiele des amerikanischen Filmmusicals.“[3]

- Norbert Stresau in Der Oscar. Alle preisgekrönten Filme, Regisseure und Schauspieler seit 1929. 2., aktualisierte Auflage. Heyne-Filmbibliothek, Nr. 198. Heyne, München 1994, ISBN 3-453-07872-1, S. 210: „Glorreicher Technicolor-Musicalkitsch auf halbem Weg zur Kunst.“

- Evangelischer Film-Beobachter (Kritik Nr. 17a/1966): Vor allem in den Traumsequenzen erreicht dieses Musical (...) nach der Musik von Gershwin, das in der Filmgeschichte einen hervorragenden Platz einnimmt, die seltene Einheit von Musik, Tanz und Spielhandlung. Als ungetrübte Unterhaltung ab 12 nachdrücklich zu empfehlen.

## Auszeichnungen
- Oscarverleihung 1952
  - Bester Film – Arthur Freed
  - Bestes Originaldrehbuch – Alan Jay Lerner
  - Beste Kamera (Farbfilm) – Alfred Gilks, John Alton
  - Bestes Szenenbild (Farbfilm) – Cedric Gibbons, E. Preston Ames, Edwin B. Willis, F. Keogh Gleason
  - Bestes Kostümdesign (Farbfilm) – Orry-Kelly, Walter Plunkett, Irene Sharaff
  - Beste Filmmusik (Musikfilm) – Johnny Green, Saul Chaplin
- Golden Globe Award für den Besten Film – Komödie oder Musical
- Aufnahme in das Verzeichnis National Film Registry 1993, in das als besonders erhaltenswert angesehene Filme aufgenommen werden.